# アマルー・パーク

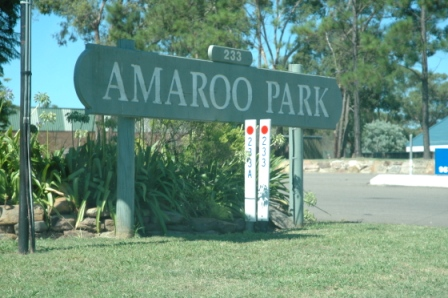
アナングローブロードに面したアマルーパークの看板はまだ残っています。

アマルー・パーク・レースウェイは、（Amaroo Park Raceway）オーストラリアのシドニーの近郊にある。サーキット。 1967年にオープンし、2月26日に最初のモーターサイクルミーティングを開催し、ジャック・エーハーンが63周目にラップレコードを記録した。さまざまなカテゴリーのレースが開催されたが、このサーキットで行われた最後のオーストラリアツーリングカー選手権は1994年で、それ以来同サーキットでは、開催されていない。